# 加茂谷郵便局
加茂谷郵便局（かもたにゆうびんきょく）は、徳島県阿南市にある郵便局。民営化前の分類では集配特定郵便局であった。

## 概要
住所：〒771-5199 徳島県阿南市加茂町不け105

## 沿革
- 1907年（明治40年）3月31日 - 東加茂郵便局として開局。為替取扱、貯金取扱、小包取扱、郵便集配を開始[1]。
- 1911年（明治44年） - 加茂谷郵便局に局名改称[1]。
- 1920年（大正9年）5月1日 - 電信通話、電話交換を開始[1]。
- 1921年（大正10年）8月1日 - 電信取扱を開始[1]。
- 1949年（昭和24年）- 局舎新築。
- 2007年（平成19年）10月1日 - 民営化に伴い、併設された郵便事業阿南支店加茂谷集配センターに一部業務を移管。
- 2012年（平成24年）10月1日 - 日本郵便株式会社発足に伴い、郵便事業阿南支店加茂谷集配センターを加茂谷郵便局に統合。
- 2014年（平成26年）8月11日 - 一時閉鎖[2]。
- 2014年（平成26年）8月28日 - 再開[3]。

## 取扱内容
- 郵便、印紙、ゆうパック、内容証明
- 貯金、為替、振替、振込、国債
- 生命保険、バイク自賠責保険
- 地方公共団体事務（阿南市入場券の販売）
- ゆうちょ銀行ATM
- 「771-51xx」（阿南市（楠根町、熊谷町、吉井町、加茂町、水井町、細野町、大田井町、大井町、十八女町、深瀬町）の集配業務

## 風景印
- 図柄は伝説・お松とさすり猫。局名表記は「徳島・加茂谷」
- 使用開始日は1996年（平成8年）12月20日

## 周辺
- 阿南市立加茂谷中学校

## アクセス
- JR牟岐線 阿南駅下車。車
- 徳島バス阿南 加茂谷停留所下車
- 徳島県道28号阿南小松島線沿い
- 駐車場:9台